# Atlético de Bilbao 1953-1954
Questa voce raccoglie le informazioni riguardanti l'Atlético de Bilbao nelle competizioni ufficiali della stagione 1953-54.

## Stagione
Come da politica societaria la squadra è composta interamente da giocatori nati in una delle sette province di Euskal Herria o cresciuti calcisticamente nel vivaio di società basche. Nella Primera División 1953-1954 la squadra basca si piazza al 6º posto. Nella Coppa del Generalísimo dopo aver eliminato il Real Valladolid al primo turno (vittoria 3-2 e sconfitta 1-0, spareggio vittorioso per 4-1), nei quarti di finale l'Athletic viene estromesso dal Barcellona (sconfitta 4-2 e 1-1).

## Rosa
| N. |                   | Ruolo | Calciatore            |
| -- | ----------------- | ----- | --------------------- |
|    | Spagna (bandiera) | P     | Carmelo Cedrún        |
|    | Spagna (bandiera) | P     | Raimundo Pérez Lezama |
|    | Spagna (bandiera) | D     | José María Orúe       |
|    | Spagna (bandiera) | D     | Jesús Garay           |
|    | Spagna (bandiera) | D     | Canito                |
|    | Spagna (bandiera) | D     | Manuel Etura          |
|    | Spagna (bandiera) | D     | José Eguskiza         |
|    | Spagna (bandiera) | D     | Alejandro Bilbao      |
|    | Spagna (bandiera) | D     | Serafín Areta         |
|    | Spagna (bandiera) | C     | José María Maguregi   |
|    | Spagna (bandiera) | C     | Mauri                 |
|    | Spagna (bandiera) | C     | Federico Bilbao       |

| N. |                   | Ruolo | Calciatore           |
| -- | ----------------- | ----- | -------------------- |
|    | Spagna (bandiera) | C     | Manolín              |
|    | Spagna (bandiera) | C     | Pedro María Onaindia |
|    | Spagna (bandiera) | C     | Ignacio Azkarate     |
|    | Spagna (bandiera) | A     | Zarra                |
|    | Spagna (bandiera) | A     | Venancio             |
|    | Spagna (bandiera) | A     | José Luis Panizo     |
|    | Spagna (bandiera) | A     | Ignacio Uribe        |
|    | Spagna (bandiera) | A     | Félix Markaida       |
|    | Spagna (bandiera) | A     | Eneko Arieta         |
|    | Spagna (bandiera) | A     | José Luis Artetxe    |
|    | Spagna (bandiera) | A     | Agustín Gaínza       |

## Risultati

### Coppa del Generalissimo
| Bilbao 2 maggio 1954 Ottavi di finale - andata | Athletic Bilbao | 3 – 2 | Real Valladolid |  |

| Valladolid 9 maggio 1954 Ottavi di finale - ritorno | Real Valladolid | 1 – 0 | Athletic Bilbao |  |

| ? 1954 Ottavi di finale - spareggio | Real Valladolid | 1 – 4 | Athletic Bilbao |  |

| Barcellona 16 maggio 1954 Quarti di finale - andata | Barcellona | 4 – 2 | Athletic Bilbao |  |

| Bilbao 23 maggio 1954 Quarti di finale - ritorno | Athletic Bilbao | 1 – 1 | Barcellona |  |

## Statistiche

### Statistiche dei giocatori
| Giocatore     | Primera División | Primera División | Coppa del Generalissimo | Coppa del Generalissimo | Totale   | Totale |
| Giocatore     | Presenze         | Reti             | Presenze                | Reti                    | Presenze | Reti   |
| ------------- | ---------------- | ---------------- | ----------------------- | ----------------------- | -------- | ------ |
| S. Areta      | 14               | 0                | ?                       | ?                       | 14+      | 0+     |
| E. Arieta (I) | 24               | 12               | ?                       | ?                       | 24+      | 12+    |
| J.L. Artetxe  | 27               | 8                | ?                       | ?                       | 27+      | 8+     |
| I. Azkarate   | 1                | 1                | ?                       | ?                       | 1+       | 1+     |
| A. Bilbao     | 1                | 0                | ?                       | ?                       | 1+       | 0+     |
| F. Bilbao     | 3                | 0                | ?                       | ?                       | 3+       | 0+     |
| Carmelo       | 30               | -?               | ?                       | -?                      | 30+      | -?     |
| Canito        | 28               | 0                | ?                       | ?                       | 28+      | 0+     |
| J. Eguskiza   | 3                | 0                | ?                       | ?                       | 3+       | 0+     |
| M. Etura      | 0                | 0                | ?                       | ?                       | 0+       | 0+     |
| A. Gaínza     | 17               | 7                | ?                       | ?                       | 17+      | 7+     |
| J. Garay      | 27               | 1                | ?                       | ?                       | 27+      | 1+     |
| R.P. Lezama   | 0                | -?               | ?                       | -?                      | 0+       | -?     |
| J.M. Maguregi | 24               | 10               | ?                       | ?                       | 24+      | 10+    |
| Manolín       | 29               | 0                | ?                       | ?                       | 29+      | 0+     |
| F. Markaida   | 3                | 2                | ?                       | ?                       | 3+       | 2+     |
| Mauri         | 21               | 4                | ?                       | ?                       | 21+      | 4+     |
| P.M. Onaindia | 4                | 1                | ?                       | ?                       | 4+       | 1+     |
| J.M. Orué     | 28               | 0                | ?                       | ?                       | 28+      | 0+     |
| J.L. Panizo   | 12               | 2                | ?                       | ?                       | 12+      | 2+     |
| I. Uribe      | 5                | ?                | ?                       | ?                       | 5+       | ?      |
| Venancio      | 23               | 3                | ?                       | ?                       | 23+      | 3+     |
| T. Zarra      | 5                | 2                | 1                       | 0                       | 6        | 2      |